# ますだおかだ角パァ!
『ますだおかだ角パァ！』（ますだおかだかどパァ）は、2004年4月16日から2008年9月19日まで、朝日放送で毎月第3金曜日深夜に放送されていたますだおかだの冠番組である。

## 概要
毎回、ますだおかだの増田英彦による「角」、同じく岡田圭右による「パァ!」とのタイトルコールとともに放送が開始された放送時間90分のバラエティ番組である。ますだおかだを中心に、松竹芸能所属の若手・中堅芸人が出演し、笑いやネタ・クイズ・ゲーム・大喜利などを繰り広げた。番組開始当初は毎月第2金曜日に大阪・道頓堀の『B1角座』で公開収録が行われ、番組タイトルの「角」はこれにちなむ。また、2006年7月からは、ロケとスタジオ収録を中心とした番組構成となった。
朝日放送で毎年1月2日に放送されている『初笑い浪花の陣』では、2005年よりますだおかだが同番組第2部を担当し、2005年から2007年は『ますだおかだ初パァ！』、2008年は『ますだおかだ2008あけましておめでパァ！』と題した本番組の特別番組が放送された。
2013年8月に道頓堀角座が「DAIHATSU MOVE 道頓堀角座」として再開場に伴い、23日24時34分（深夜未明）から『ますだおかだ角パァ! 角座オープン!マスダオカダミクスSP』として放送された。

## 出演者
- ますだおかだ（司会）
  - 増田英彦
  - 岡田圭右
- 女性ゲスト（2006年7月から廃止）
- 羽谷直子（当時・朝日放送アナウンサー）

- 主な出演芸人
- アメリカザリガニ
- 森脇健児
- T・K・O
- 安田大サーカス
- オーケイ
- Over Drive（解散　緒方はOver Drive緒方として活動）
- チョップリン
- オジンオズボーン
- せんたくばさみ（解散　吉本のみ脱退　能勢・加藤はうなぎとして活動）
- DA-DA（解散）
- なすなかにし（いまぶーむに改名）
- フロントページ（解散　藤川のみ活動）
- ラインバック（解散　西井はダブルダッチとして活動したが後に解散）
- イアソン（解散）
- トライアングル
- 梅小鉢
- ボルトボルズ
- 代走みつくに
- ピーマンズスタンダード
- ヒカリゴケ

- 喜多ゆかりアナウンサー（ナレーション）

## スタッフ

### 最終回時点のスタッフ
- 構成 : 杉本つよし、森脇尚志、こうのきよし
- SW : 世古章次（東通）
- CAM : 渡邊一樹・横山博昭・大久保文雄・西田慶仁・長野允耶（ABC）、中西哲夫・広江健志・青木岳史・田中宏国・井上勇人（東通）
- LD : 安本雅司、大西弘憲、八木佐和子、勝山尊
- MIX : 岩橋貞成（ABC）、塚原徹（榊原テレビ機配）、児玉憲太郎・薮田美毅・井上典子（東通）
- AUD : 井上典子（東通テクノサービス）、田中直橘、曲渕正己
- VE : 吉田成利・鈴木哲也（東通）
- PA : 川上怜美（サウンドスパイス）
- EED : 加藤善則（Suns）、平間淳司（ABC）、野崎隼人（アイネックス）、梅谷佳功・岩浅大祐（P-CUBE）
- MA・SE : 坂井信行・河原夕子（戯音工房）
- 美術 : 佐々文章（ABC）
- 番組宣伝 : 秋枝千絵・荒川美幸（ABC）
- デスク : 田村圭（ABC）
- AD : 山下浩司・木下拓也（ABC）・徳原由花（ウォークオン）
- ディレクター : 小城修哉・山田敬文・樋笠りえ・鈴木洋平（ABC）、細谷尚広（フィーノ）
- AP : 宮島友香・田村敦夫（松竹芸能）
- プロデューサー : 堀英一・藤田和弥（ABC）、小川純一（松竹芸能）
- スタッフ協力 : 東通、東通テクノサービス、アイネックス、ハートス、つむら工芸、高津商会、まいど、京阪商会、ビーム、ONS
- 制作協力 : 松竹芸能
- 制作・著作 : ABC

### 復活特番（2013年8月23日放送分）
- 構成：杉本つよし、東雲信介、田中孝晃
- ENG：岡田真悟
- EED：川中順子、川邊祥子
- MIX：稲山祐貴
- SE：佐々木一樹
- 美術：奥井優佑（ABC）
- 美術協力：グリーン・アート、思巧堂、高津商会、シュプール、東京衣裳、京阪商会、ビーム
- 協力：関西東通、東通インフィニティー、東通企画、フィーノ
- 番組宣伝：中村智子（ABC）
- デスク：田村圭（ABC）
- AD：中村七瀬、若林夏実
- ディレクター：大橋洋平・田嶋康次郎・森田純平（ABC）、細谷尚広（フィーノ）
- チーフディレクター：朝日源（ABC）
- プロデューサー：田村雄一（ABC）、野崎亮介・田村敦夫（松竹芸能）
- 制作協力：松竹芸能
- 制作・著作：ABC（朝日放送）